# Ядерная энергетика Республики Корея
- В строю
- Строящиеся
- Планируемые(отменён)

Я́дерная энерге́тика Ю́жной Коре́и является крупнейшей частью энергетической отрасли в стране. Вклад ядерной энергетики в общее производство электричества в Южной Корее составил 27,1 % за 2017 год. Суммарная электрическая мощность атомных электростанций в стране составляет 21,8 ГВт от 23 реакторов (по данным на январь 2018 года). 
До 2017 года планировалось дальнейшее развитие ядерной энергетики, чтобы идти в ногу с растущим спросом на электроэнергию и увеличить долю атомной энергетики в общей генерации до 56 % к 2021 году. В настоящее время ведётся строительство 5 реакторов суммарной мощностью 7 ГВт. Однако к власти в 2017 году пришло правительство, пессимистически настроенное по отношению к ядерной энергетике, и планы её интенсивного развития были свёрнуты.
В Южной Корее в области ядерной энергетики проводятся активные разработки проектов различных усовершенствованных реакторов, в том числе малых модульных реакторов, жидкометаллических быстрых / трансмутационных реакторов, а также высокотемпературных устройств для производства водорода. Были также разработаны собственные технологии производства топлива и обращения с радиоактивными отходами. Южная Корея является также членом исследовательского термоядерного проекта ИТЭР.
Южная Корея стремится экспортировать свои ядерные технологии, запланирован экспорт 80 ядерных реакторов к 2030 году. На 2014 год южнокорейские компании строят 4 реактора APR-1400 в Объединенных Арабских Эмиратах. Исследуются возможности таких соглашений с Турцией и Индонезией, а также с Индией и Китайской Народной Республикой.
В декабре 2010 года заинтересованность в приобретении ядерных реакторных технологий Южной Кореи выразила Малайзия; впрочем, дальше переговоров дело не зашло.
Несмотря на Фукусимскую ядерную аварию в марте 2011, Южная Корея до 2017 года оставалась убеждённым сторонником ядерной энергетики. В октябре 2011 года Южная Корея подтвердила эту свою позицию, проведя на своей территории ряд международных и национальных мероприятий по повышению осведомленности общественности. Мероприятия были скоординированы Корейским агентством содействия ядерной энергетике (KONEPA) и включали участие Французского атомного форума (FAF), Международного агентства по атомной энергии (МАГАТЭ), а также экспертов по информации и связям с общественностью из стран, которые используют или планируют использовать ядерную энергию.

## История
Южная Корея присоединилась к Международному агентству по атомной энергии в 1957 году и сделала незамедлительные шаги для получения преимуществ от использования ядерной энергии, поскольку имеющиеся в стране запасы ископаемого топлива очень ограничены. В 1962 году достиг критичности первый исследовательский реактор Кореи.
В промышленных масштабах производство электроэнергии началось с пуском энергоблока Кори-1 в 1978 году. С тех пор были построены ещё 23 реактора. Используются типы реакторов CANDU (4 реактора) и PWR (20 реакторов).
Первое поколение атомных энергоблоков в Южной Корее было построено почти полностью иностранными подрядчиками. С тех пор южнокорейская промышленность существенно продвинулась. Местными специалистами была разработана Корейская стандартизированная атомная электростанция (KSNP). Дизайн KSNP в некоторой степени восходит к реакторам фирмы Combustion Engineering (сейчас Westinghouse Electric Company), как наследие прошлой совместной работы. С 1995 года атомные станции в Южной Корее строились с использованием не менее 95 % местных технологий. Корея планирует стать полностью самодостаточной с точки зрения ядерных технологий к 2012 году. Корея была первой страной, открывшей школу ядерной безопасности.
В начале 2010 года Южная Корея выиграла свой первый экспортный заказ — четыре реактора APR-1400 для Объединённых Арабских Эмиратов. Руководитель энергетической корпорации Объединённых Арабских Эмиратов сказал: «Мы были впечатлены показателями безопасности мирового класса команды KEPCO, которая продемонстрировала способность достигнуть целей программы ОАЭ». Сегодня конструкции АЭС Южной Кореи среди наиболее эффективных и передовых в мире. Реактор APR-1400 имеет на 40 процентов бо́льшую установленную мощность, чем предыдущие модели, и множество новых функций безопасности. По данным южнокорейского Министерства экономики знаний, затраты на топливо для APR-1400 на 23 процента ниже, чем для реактора EPR французской компании Areva, считающегося самым современным реактором в мире. Правительство также планирует разработку новой конструкции АЭС, которая будет иметь на 10 процентов более высокую мощность и рейтинг безопасности лучше, чем у APR-1400. АЭС Южной Кореи в настоящее время работают с коэффициентом использования установленной мощности (КИУМ) 93,4 процентов, что выше, чем КИУМ станций США (89,9 процента), Франции (76,1 процента) и Японии (59,2 процента). Южнокорейские АЭС постоянно демонстрируют самую низкую частоту аварийных отключений в мире; этот рекорд в значительной степени обусловлен высоко стандартизированными конструкцией АЭС и операционными процедурами. APR-1400 разработан, спроектирован, построен и эксплуатируется в соответствии с последними международными нормативными требованиями к безопасности, в том числе к безопасности при падении самолётов.
Южная Корея также разработала KSTAR (Korea Superconducting Tokamak Advanced Research), усовершенствованный сверхпроводящий токамак для термоядерных исследований.
После прихода к власти президента Мун Чжэина (2017) новое правительство взяло курс на свёртывание ядерной энергетики в РК. Президент заявил, что все планы строительства новых АЭС будут отменены, а срок работы действующих энергоблоков не будет продлеваться сверх гарантийного периода. Вместо этого планируется развивать возобновляемые источники энергии.

## Организации, связанные с ядерной промышленностью
Компания Korea Electric Power Corporation (KEPCO) была единственным поставщиком электроэнергии с 1961 по 2001 год. Затем KEPCO была разделена на несколько компаний. Korea Hydro & Nuclear Power унаследовала ядерную энергетику. Одной из важнейших компаний тяжёлого машиностроения является Doosan, которая выиграла контракты на поставку корпусов реакторов, парогенераторов и другого оборудования для четырёх энергоблоков AP1000, которые будут построены в Китайской Народной Республике. Компания Korea Heavy Industries and Construction, которая также занималась поставкой оборудования для атомных электростанций, недавно была назначена правительством для создания атомных электростанций и их компонентов.
Корейский исследовательский институт атомной энергии (Korean Atomic Energy Research Institute, KAERI) является научно-исследовательской организацией, финансируемой государством.
The Korea Power Engineering Company, Inc. (KOPEC) осуществляет проектирование, инжиниринг, поставки и строительство атомных электростанций.
В качестве ядерного регулирующего агентства Южной Кореи функционирует Корейский институт ядерной безопасности (Korea Institute of Nuclear Safety, KINS).

## Обзор реакторов и АЭС

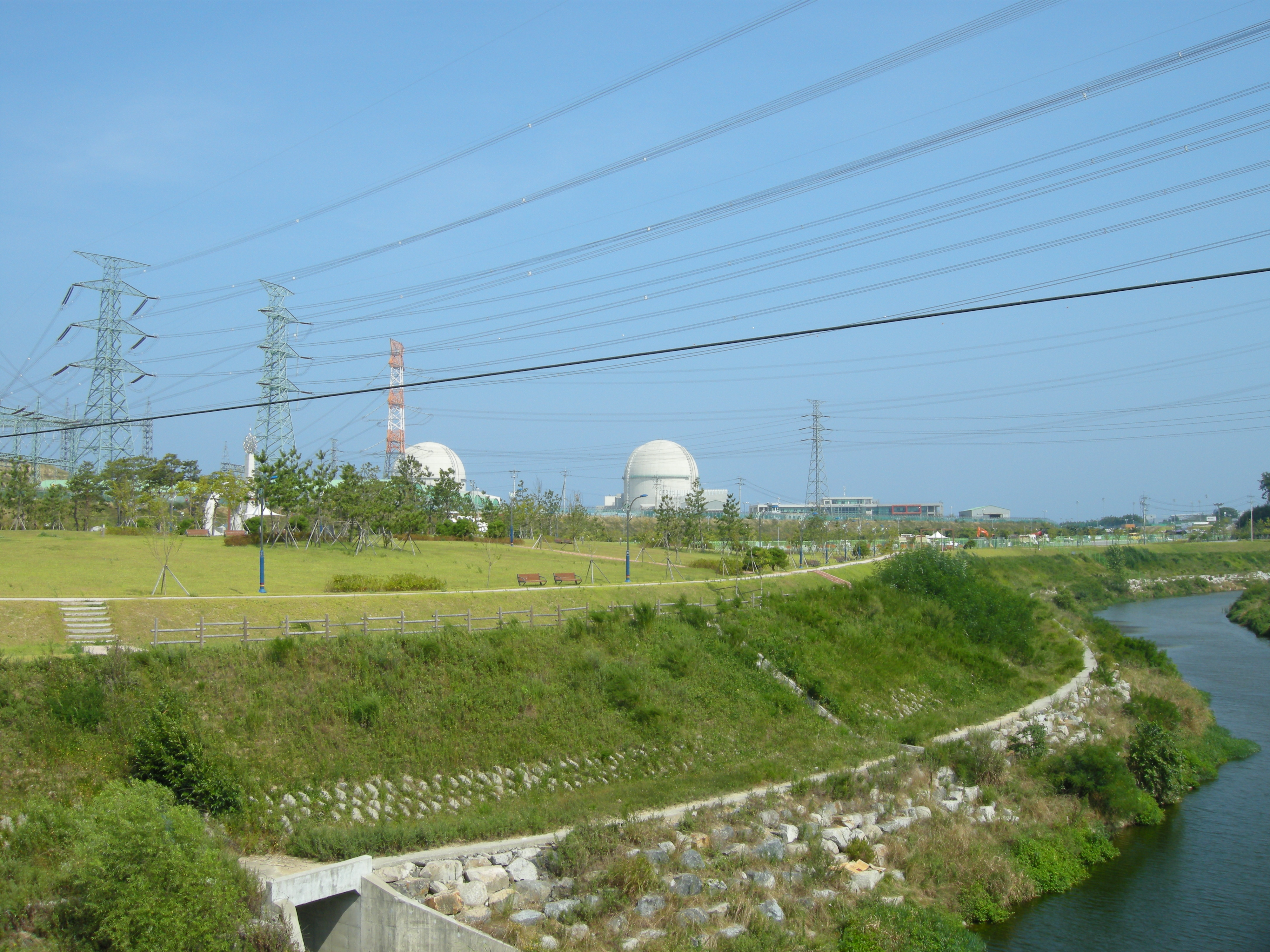
Вторая очередь АЭС Кори — энергоблоки Син Кори-1 и Син Кори-2

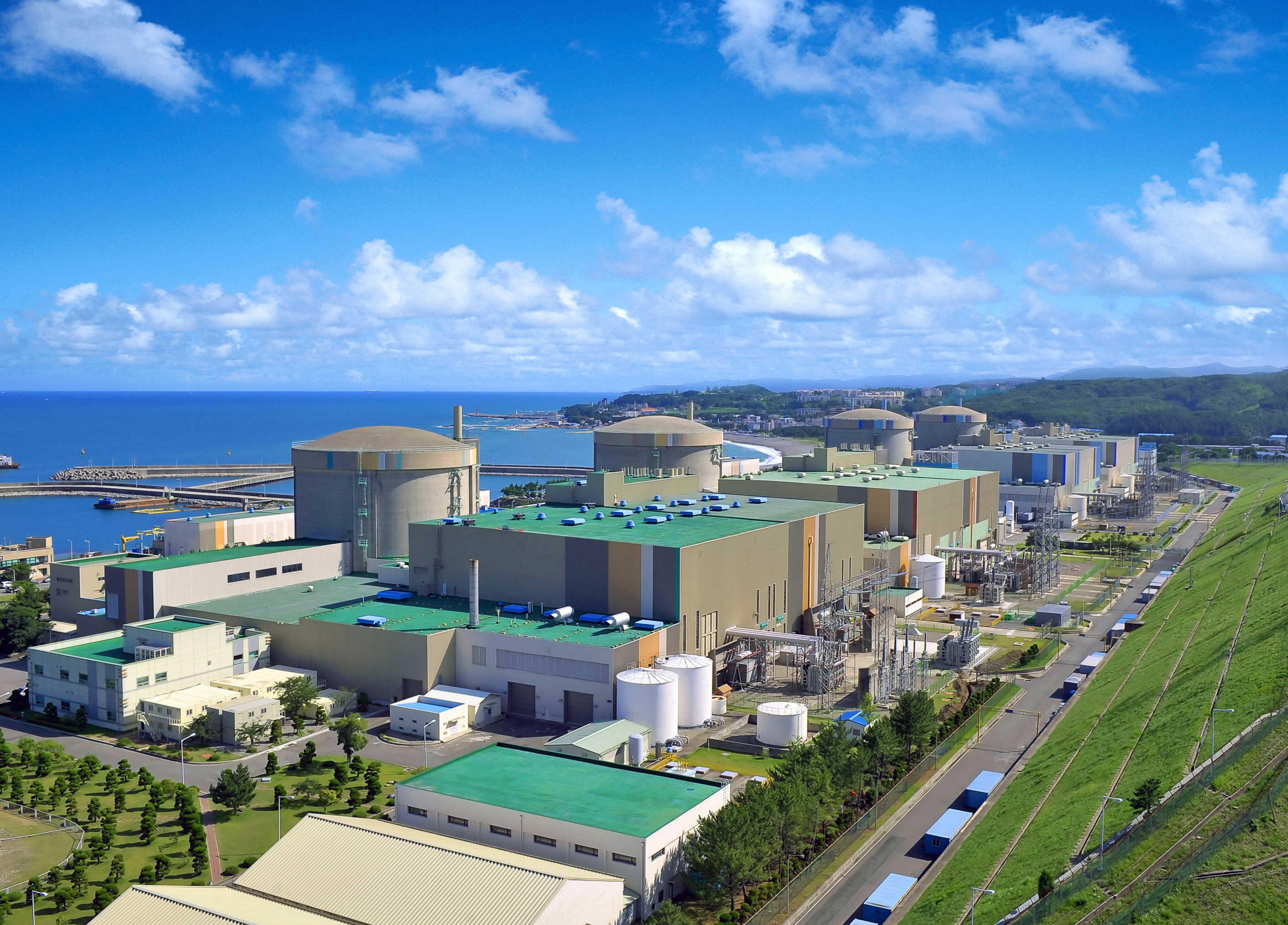
АЭС Вольсон, 2009 год

Полный список АЭС Республики Корея, в том числе и строящихся, есть в этой статье. 
Южная Корея имеет относительно небольшое количество ядерных электростанций, всего четыре, но каждая станция содержит четыре или больше энергоблока, а три станции планируют увеличивать количество энергоблоков. Таким образом, атомная энергетика Кореи несколько более централизована, чем у большинства государств, обладающих ядерной энергией. Размещение нескольких энергоблоков на каждой АЭС позволяет сделать обслуживание более эффективным и уменьшить затраты, но снижает эффективность электросетей. Некоторые из реакторов АЭС Вольсон (Wolsong) относятся к типу тяжеловодных реакторов под давлением (PHWR), они спроектированы на основе канадской технологии CANDU.
В 2013 году две атомных электростанции, ранее называвшиеся по уездам Йонгван и Ульджин, где они расположены, получили новые названия по требованию местных рыбаков, утверждавших, что эти АЭС ассоциируются у потребителей с одноимёнными видами рыбы и крабов, вылавливаемыми в море у берегов соответствующих уездов, и что это якобы ухудшает спрос на эти продукты. Электростанция Йонгван была переименована в Ханбит, а Ульджин — в Хануль.
| АЭС                        | Город (уезд) | Провинция    | Первичная технология | Текущая электрическая мощность, МВт | Планируемая электрическая мощность, МВт |
| -------------------------- | ------------ | ------------ | -------------------- | ----------------------------------- | --------------------------------------- |
| Кори                       | Киджан       | Пусан        | PWR                  | 7803                                | 10543                                   |
| Хануль (до 2013 — Ульджин) | Ульджин      | Кёнсан-Пукто | PWR                  | 6216                                | 9016                                    |
| Ханбит (до 2013 — Йонгван) | Йонгван      | Чолла-Намдо  | PWR                  | 6197                                | 6197                                    |
| Вольсон                    | Кёнджу       | Кёнсан-Пукто | PHWR / PWR           | 4829                                | 4829                                    |

Смотри также: Список реакторов Республики Корея
Исследовательские реакторы:
- Aerojet General Nucleonics Model 201
- HANARO, реактор класса MAPLE
- TRIGA General Atomics Mark II (TRIGA-Mark II)
- KSTAR